# قائمة المجمعات التجارية في البحرين
هذه هي قائمة المجمعات التجارية في البحرين.

## المنامة
- بحرين سيتي سنتر
- مجمع السيف
- مجمع الدانة
- مجمع العالي
- مجمع البحرين
- مجمع الواحة
- مجمع الأفنيوز
- الجفير مول

## الرفاع
- مجمع الإنماء
- مجمع الرفاع
- مجمع رامز
- مجمع الواحة

## وادي السيل
- مجمع وادي السيل

## سترة
- مجمع سترة

## المحرق
- مجمع السيف
- مجمع الحد
- مجمع ماستر بوينت

## مدينة عيسى
- مجمع السيف

## عالي
- مجمع الرملي

## مدينة زايد
- سلطان مول